# تیم براون
تیم براون (انگلیسی: Tim Brown؛ زادهٔ ۶ مارس ۱۹۸۱) یک بازیکن فوتبال اهل نیوزیلند است.
وی همچنین در تیم ملی فوتبال نیوزیلند بازی کرده‌است. او در سال ۲۰۱۶ شرکت پوشاک آلبردس را تأسیس کرد.